# Ǽ̨
Cette page contient des caractères spéciaux ou non latins. S’ils s’affichent mal (▯, ?, etc.), consultez la page d’aide Unicode.
Ǽ̨ (minuscule : ǽ̨), appelé E dans l’A accent aigu ogonek, est un graphème utilisé comme lettre latine additionnelle dans l’écriture du vieil islandais. Elle est formée de la lettre Æ diacritée d’un accent aigu et d’un ogonek.

## Représentations informatiques
Le Æ ogonek peut être représenté avec les caractères Unicode suivants :
- précomposé et normalisé NFC (latin étendu B, diacritiques) :

| Formes    | Représentations | Chaînes de caractères | Points de code | Descriptions                                              |
| --------- | --------------- | --------------------- | -------------- | --------------------------------------------------------- |
| majuscule | Ǽ̨               | Ǽ◌̨                    | U+01FC U+0328  | lettre majuscule latine ae accent aigu diacritique ogonek |
| minuscule | ǽ̨               | ǽ◌̨                    | U+01FD U+0328  | lettre minuscule latine ae accent aigu diacritique ogonek |

- décomposé et normalisé NFD (latin de base, diacritiques) :

| formes    | représentations | chaînes de caractères | points de code       | descriptions                                                          |
| --------- | --------------- | --------------------- | -------------------- | --------------------------------------------------------------------- |
| capitale  | Ǽ̨               | Æ◌̨◌́                   | U+00C6 U+0328 U+0301 | lettre majuscule latine ae diacritique ogonek diacritique accent aigu |
| minuscule | ǽ̨               | æ◌̨◌́                   | U+00E6 U+0328 U+0301 | lettre minuscule latine ae diacritique ogonek diacritique accent aigu |